# Joe Abrigo
Joe Axel Abrigo Navarro (* 22. März 1995 in Santiago de Chile) ist ein chilenischer Fußballspieler.

## Karriere

### Verein
Joe Abrigo spielte in der Jugend bis zur U-15 bei Unión Española. Danach wechselte er in die Jugend des CD Magallanes, bei dem er 2012 in der Primera B sein Debüt im Profifußball gab. Im Jahr 2016 wechselte er zum Ligakonkurrenten Coquimbo Unido und ein Jahr später in die Primera División zu Audax Italiano. Nach der Leihe zu Tiburones Rojos de Veracruz kehrte der Offensivakteur zu Coquimbo zurück, mit denen er in der wegen der Proteste im Land abgebrochenen Saison 2019 die Qualifikation für die Copa Sudamericana schaffte.
In der Saison 2020 rückte Coquimbo bei der Copa Sudamericana bis ins Halbfinale vor, stieg jedoch in der gleichen Saison in die zweite Liga ab. Bei der Copa Sudamericana 2020 wurde Joe Abrigo ins beste Team des Wettbewerbs gewählt. Durch den Abstieg verlieh Coquimbo Abrigo erst an seinen Jugendklub Unión Española, in der zweiten Jahreshälfte an Deportivo Ñublense. Mit dem Aufstieg von Coquimbo in die erste Spielklasse zog es den Angreifer wieder zurück zu seinem Stammverein. Im Juni 2023 wechselte Abrigo zu CD Palestino.

## Persönliches
Joe Abrigo ist der Cousin von Jason Flores, der ebenfalls professionell Fußball spielt.